# New American Epic Poem on the Discovery of America by Christopher Columbus

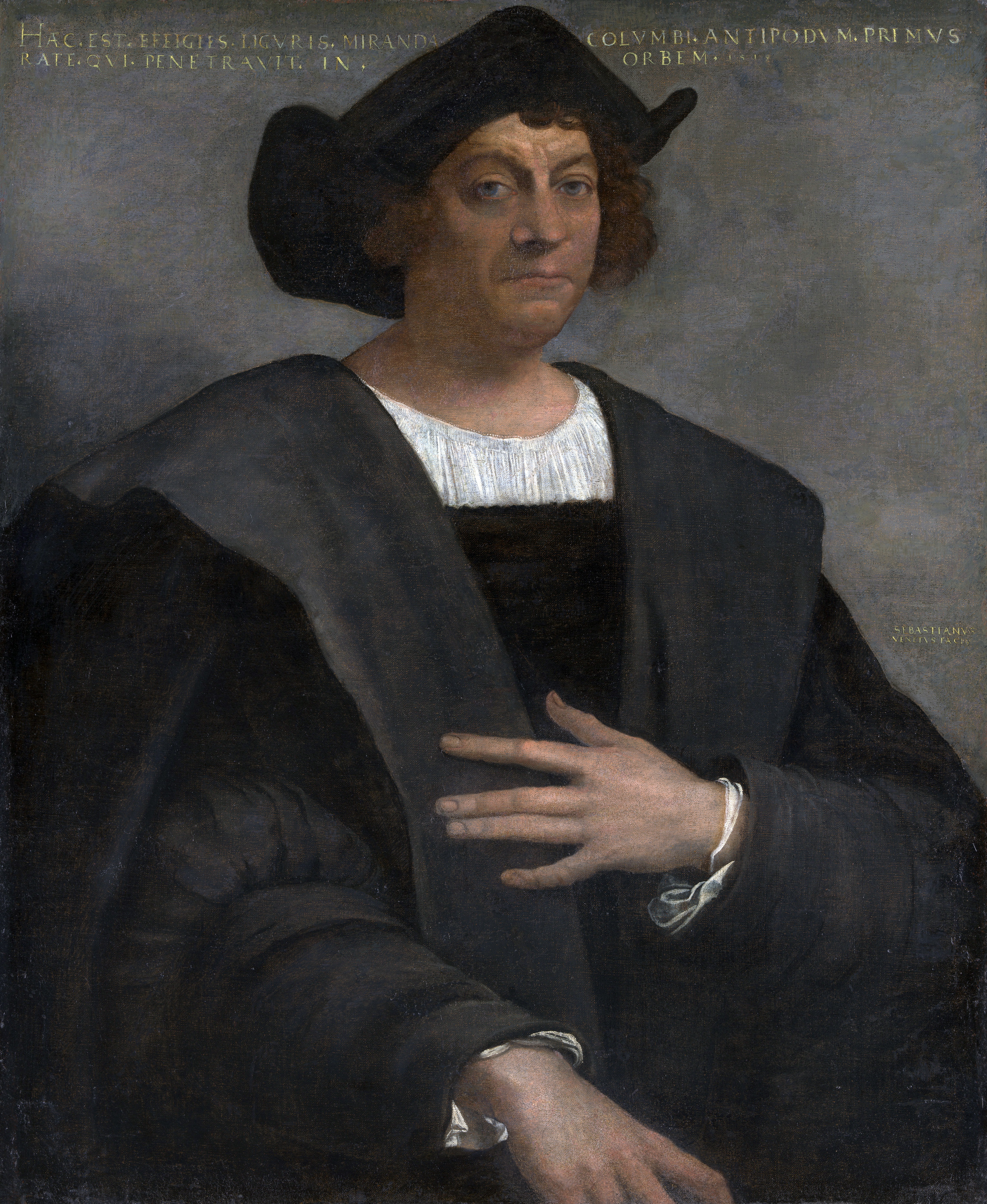
Sebastiano del Piombo, Portret Krzysztofa Kolumba

New American Epic Poem on the Discovery of America by Christopher Columbus – poemat epicki opublikowany w 1868. Jego autorem był M.D.C. Luby, były profesor języków starożytnych i współczesnych na Uniwersytecie Notre Dame w Indianie. Utwór ukazał się nakładem wydawnictwa Daily Minnesota Volksblatt Print w Saint Paul. Poeta zadedykował go swojemu przyjacielowi, wielebnemu J.C. Carrierowi. Poemat jest jednym z wielu dzieł o odkryciu Ameryki przez Krzysztofa Kolumba. Utwór został napisany wierszem białym (blank verse), czyli nierymowanym pentametrem jambicznym. 
That spirit high which understood the wealth

Across the main, that thirsting soul for fame,

Which heaven's light had taught, the impious act

Of powerful monarchs to the benefactor of

Mankind, the sad distress of that true mind,

When object it could not attain; those small,

But yet discouraging unforeseen things,

Which as nought to th' Almighty did appear,

A sovereign, found both just and wise, who loved

Much more than hoarded treasure or the pomp

Of kings, the untaught law of charity,

A little bark most like a bird that swims

The boundless deep;